# Markus der Gerechte
Markus der Gerechte (Marek Prawy, Marek z Imielnicy, Marek z Jemielnicy) (ur. w 1747 w Jemielnicy, zm. w 1794) – chłop, przywódca mieszkańców Jemielnicy sprzeciwiających się systemowi społecznemu opartemu na poddaństwu, apologeta rewolucji francuskiej.

## Kontekst historyczny
Począwszy od 1792 na pruskim Śląsku nasilały się protesty chłopskie przeciwko poddaństwu. Były one spowodowane napływającymi informacjami o rewolucji francuskiej oraz o uchwaleniu Konstytucji 3 maja w Polsce, która znosiła osobiste poddaństwo chłopów. Wiosną 1794 do Karla Georga Heinricha von Hoyma, sprawującego urząd ministra Śląska i Prus Południowych, docierały wielokrotnie wiadomości, że we wschodniej części Śląska lud przy wszystkich spotkaniach rozmawia gorączkowo o rewolucji francuskiej i ją popiera.

## Życiorys
W 1794 roku Marek stanął na czele jemielnickich chłopów protestujących przeciw niesprawiedliwej, ich zdaniem polityce rozdysponowywania drewna, którą prowadziło miejscowe opactwo cystersów. Zagroził zakonnikom wznieceniem drugiej rewolucji francuskiej.

Jeżeli lud nie otrzyma lepszego drewna opałowego, to powtórzy się scenariusz francuski i lud weźmie sobie drewno siłą.

Ponadto Marek miał wykrzyknąć, że los chłopów się nie poprawi, dopóki nie powtórzy się tego, co zrobiono we Francji. Minister Hoym skłonił generała Hermanna Johanna Ernsta von Mansteina do pojmania Marka i skazania go na sześciokrotne odbycie kary zwanej Gassenlaufen, będącej pruskim odpowiednikiem kary chłosty. Wyrok został wykonany na rynku w Opolu 17 marca 1794 podczas odbywających się targów. Dwa dni po wykonaniu kary Marka przewieziono do jego rodzinnej Jemielnicy w celu zastraszenia miejscowej ludności. Marek zmarł wskutek odniesionych ran.

## Mit Marka Prawego w literaturze pięknej
W powojennym PRL postać Marka z Jemielnicy została odkryta na nowo. Powstało wiele utworów, które przyczyniły się do powstaniu mitu Marka jako sprawiedliwego i szlachetnego bojownika o wolność chłopów.
Wybór utworów literackich
- Pieśń o Marku Prawym (1955) – Jan Baranowicz
- W Jemielnicy sądny dzień (1956) – prof. Zbigniew Zielonka
- O Marku Prawym z Jemielnicy (1963) – Kornelia Dobkiewiczowa

## Marek jako patron
Ulice
- Opole: ul. Marka z Jemielnicy (do 23.10.2008: ul. Marka z Imielnicy[4])
- Strzelce Opolskie: ul. Marka Prawego
- Jemielnica/Himmelwitz: ul. Marka Prawego
- Barut/Liebenhain: ul. Marka Prawego

Szkoły
- Jemielnica/Himmelwitz: Szkoła Podstawowa im. Marka Prawego

## Inne
Wśród mniejszości niemieckiej okolic Strzelec Opolskich, Marka Prawego określa się jako Markus der Gerechte.
Określenie Marek z Imielnicy jest również poprawne. W etnolekcie śląskim Jemielnica nazywana jest Imielnicą lub Iymylnicą. Ponadto Jemielnica w latach 1945-1947 nosiła urzędową nazwę Imielnica.